# Francesc Anglada i Reventós
Francesc Anglada i Reventós   (Barcelona, 5 d'agost de 1805 - Barcelona, 27 de desembre de 1884) va ser un gramàtic i escriptor català.
El 1840 va substituir Antonio Bergnes de las Casas en la càtedra de francès de l'escola de la Junta de Comerç de Barcelona. Va treballar en la fundació i direcció de diferents centres educatius, particularment la primera escola parroquial segons el sistema d'ensenyament mutu. Va escriure diversos textos en castellà i francès sobre gramàtica francesa.
Per la seva obra Barcelona antigua en lo segle actual que va ser premiada als Jocs Florals del 1862 i va publicar diverses poesies en revistes de l'època.